# بکی لینچ
ربکا کویین ((به انگلیسی: Rebecca Quin); متولد ۳۰ ژانویه ۱۹۸۷) کشتی‌گیر حرفه‌ای اهل ایرلند است. او هم‌اکنون با نام بِکی لینچ (به انگلیسی: Becky Lynch) در دبلیودبلیوئی و در برند راو فعالیت می‌کند و قهرمان کنونی عنوان بین قاره‌ای زنان دبلیودبلیوئی است. از او به عنوان یکی از بزرگ‌ترین کشتی‌گیران زن تاریخ یاد می‌شود.
کویین در سال ۲۰۰۲ به عنوان کشتی‌گیر حرفه‌ای شروع به تمرین کرد. او ابتدا با نام ربکا ناکس (به انگلیسی: Rebecca Knox) در ایرلند فعالیت می‌کرد و معمولا با برادرش تیم بود؛ اما خیلی زود شروع به کشتی گرفتن در سراسر اروپا و آمریکایی شمالی در پروموشن‌های مستقل کرد. در سال ۲۰۰۶ و زمانیکه در آلمان فعالیت می‌کرد، ناکس در طول یک مسابقه دچار آسیب‌دیدگی شدید در ناحیه سر شد که چندین سال او را از کشتی دور نگه‌داشت. او در سال ۲۰۱۲ توانست به میادین بازگردد و در سال ۲۰۱۳ با دبلیودبلیوئی قرارداد امضاء کرد و در برند آموزشی این شرکت، ان‌اکس‌تی، مشغول به فعالیت شد. پس از درفت شدن به برندهای اصلی، او در رویداد بک‌لش ۲۰۱۶، نخستین قهرمان عنوان زنان اسمک‌داون شد؛ عنوانی که ۵ بار موفق به کسب آن شده است.
در سال ۲۰۱۸ و از رویداد سامر اسلم، لینچ به شخصیتی تهاجمی‌تر روی آورد؛ زمانی که به شارلوت فلر حمله کرد و خود را به عنوان یک فرد ضعیف که به ناحق موردظلم واقع شده معرفی کرد و خود را «مرد میدان» (به انگلیسی: The Man) نامید که منجر به افزایش چشمگیر محبوبیت او شد. در سال ۲۰۱۹، او پیروز مسابقه رویال رامبل شد و در رسلمنیا ۳۵، به طور همزمان قهرمان عناوین زنان اسمک‌داون و راو شد و به نخستین فردی تبدیل شد که هر دوی این عناوین را در اختیار دارد. هر چند او یک ماه بعد، عنوان زنان اسمک‌داون را از دست داد، اما سپس رکورد طولانی‌ترین دوره قهرمانی عنوان زنان راو را با ۳۹۹ روز به نام خود ثبت کرد تا اینکه در مه ۲۰۲۰ به دلیل بارداری مجبور به واگذاری عنوان شد. در اوت ۲۰۲۱ و در جریان رویداد سامر اسلم، لینچ به میادین بازگشت و با قهرمان وقت زنان اسمک‌داون، بیانکا بلر، روبه‌رو شد و در عرض چند ثانیه او را شکست داد. او با قهرمان شدن عنوان زنان ان‌اکس‌تی در سپتامبر ۲۰۲۳، ششمین قهرمان گرند اسلم زنان دبلیودبلیوئی شد.

## دبلیودبلیوئی (۲۰۱۳ - تا کنون)

### دگرگونی بخش زنان (۲۰۱۶–۲۰۱۵)
بعد از اینکه استفانی مک‌من خواستار یک «انقلاب» یا دگرگونی در بخش زنان (دیواز) شد، لینچ اولین حضورش در بخش اصلی کمپانی را در راو ۱۳ ژوئیه ۲۰۱۵ به عنوان یک چهره مثبت(Face) با همراهی شارلوت و ساشا بنکس تجربه کرد. درحالیکه لینچ و شارلوت با پِیج که در دشمنی با تیم بِلا(نیکی و بری بِلا و آلیشا فاکس) بود متحد شدند، ساشا بنکس با نِیومی و تَمینا (تیم بی.اِ. دی) متحد شد تا درگیری بین سه تیم ایجاد شود. تیم سه نفره پِیج، لینچ و شارلوت که ابتدا کمپانی برایشان نام "Submission Sorority" را انتخاب کرده بود پس از مدت کوتاهی آن را به "PCB" تغییر داد که حرف اول اسم آن سه است. لینچ در اولین حضور درون رینگ خود در راو به تاریخ ۲۰ ژوئیه، با پِیج هم تیمی شد و مقابل ساشا بنکس و نِیومی قرار گرفت ولی به آندو باخت. در راو ۲۷ ژوئیه، لینچ و شارلوت مقابل نیکی بلا و آلیشا فاکس پیروز شدند. او اولین پیروزی تک نفره خود را مقابل بری بِلا و در برنامه مِین ایوِنت بدست آورد. در سامراِسلم و طی یک مسابقه سه تیمی الیمینیشن دیواز، ابتدا تیم بِلا موفق شد تیم بی. اِی. دی را شکست دهد و بعد از آن هم بکی لینچ با پین کردن بری بِلا پیروزی را برای تیمش رقم زد.
بعد از اینکه شارلوت قهرمان دیواز شد، کم‌کم نشانه‌های از بدرفتاری نسبت به لینچ در او دیده شد و در مسابقه‌ای با وانمود کردن به آسیب‌دیدگی پایش و همچنین با دخالت پدرش یعنی ریک فلر مقابل لینچ پیروز شد. طی دسامبر ۲۰۱۵، دوستی آن‌ها همچنان در حال خدشه‌دار شدن بود. و بعد از اینکه در ۴ ژانویه ۲۰۱۶ لینچ شارلوت را شکست داد، شارلوت پس از مسابقه ناگهان به او حمله کرد تا به چهره منفی (هیل) تبدیل شود. سه روز پس از آن در اسمک‌داون و همچنین در رویال رامبل لینچ برای کمربند دیواز مقابل شارلوت قرار گرفت که هردو بار با دخالت ریک فلر از او شکست خورد. در فست‌لین بکی لینچ با تگ تیم شدن با ساشا بنکس، نِیومی و تَمینا را طی یک مسابقه تگ تیم شکست داد. شب بعد د را راو بنکس و لینج برای تعیین رقیب قهرمان دیواز یعنی شارلوت با هم مسابقه دادند و هر دو هم‌زمان یکدیگر را پین کردند تا رقیب مشخص نشود. آن‌ها دوباره در اسمک‌داون مسابقه دادند و این‌بار شارلوت به هر دو آن‌ها حمله کرد تا اینکه قرار شد در رسلمانیا هر دو آن‌ها در یک مسابقه تریپل ترت مقابل شارلوت و همدیگر برای کمربند دیواز مبارزه کنند. لینچ در آن رویداد موفق نشد کمربند جدید زنان دبلیودبلیوئی را که جایگزین کمربند دیواز شده بود ازآن خود کند. در مانی این د بنک در ماه ژوئن، لینچ با ناتالیا تیم شد تا مقابل دینا بروک و شارلوت قرار بگیرد و این مسابقه را باخت و پس از مسابقه ناتالیا به او حمله کرد تا دشمنی او با ناتالیا آغاز شود و در رزمگاه هم لینچ به ناتالیا باخت.

### قهرمان زنان اسمک‌داون (۲۰۱۸–۲۰۱۶)
پس از اینکه لینج در تفکیک برند دبلیودبلیوئی در سال ۲۰۱۶، اولین ورزشکار انتقال یافته به اسمک‌داون لقب گرفت، در اولین مسابقه‌اش ناتالیا را شکست داد. در سامر اسلم، لینچ با کارمِلا و نِیومی تیم شد تا مقابل الکسا بلیس، ناتالیا و نیکی بِلا قرار گیرد و این مسابقه را باخت. در بک‌لش، بکی لینچ مقابل نیکی بِلا، ناتالیا، نِیومی مقابل الکسا بلیس و کارمِلا طی یک مسابقه سیکس پَک برای تعیین اولین قهرمان کمربند زنان اسمک‌داون پیروز شد و با حذف آخرین نفر یعنی کارمِلا، اولین قهرمان کمربند زنان اسمک‌داون لقب گرفت. او در اولین دفاع از کمربندش قرار شد در نو مرسی مقابل بلیس قرار گیرد ولی آسیب دید و به‌جای او، نِیومی در یک مسابقه بدون عنوان با بلیس مسابقه داد. لینچ آن مسابقه را سرانجام در هشتم نوامبر انجام داد و با تسلیم، کمربند خود را حفظ کرد. سپس در سروایور سریز لینچ در مسابقه تگ تیم پنج نفره نابودی سروایور سریز عضو تیم اسمک‌داون بود؛ او آخرین نفر از تیم اسمک‌داون بود که حذف شد. تیم اسمک‌داون، این مسابقه را به تیم راو باخت. در دبلیودبلیوئی تی‌ال‌سی و طی مسابقه میزها، لینچ پس از ۸۴ روز قهرمانی، آن را به بلیس باخت. دو هفته بعد در هفدهم ژانویه ۲۰۱۷، لینچ که با لباس مبدل ماسک‌دار، مقابل بلیس قرار گرفته بود، بلیس را شکست داد تا مسابقه مجدد خود را بدست آورد ولی او آن مسابقه را که از نوع مسابقه قفس پولادین بود به بلیس باخت چون شخصی با همان لباس مبدل ماسک‌دار که لینچ قبلاً استفاده کرده بود، در بازی دخالت کرد؛ مشخص شد که آن شخص، میکی جیمز بوده که بازگشته است. در بیست و یکم فوریه اسمک‌داون، لینچ باز هم موفق نشد که کمربند را بدست بیاورد. او همچنین در رسلمانیا در یک مسابقه سیکس پَک برای تعیین قهرمان کمربند زنان اسمک‌داون شرکت کرد ولی نِیومی پیروز و قهرمان شد.
در بک‌لش، بِکی با شارلوت فلر و نِیومی تیم شد تا مقابل دِ وِلکامینگ کامیتی (ناتالیا، تَمینا، و کارمِلا) (با همراهی جیمز اِلزوُرث) قرار بگیرد که او تسلیم سابمیشِن ناتالیا شد و باعث باخت تیمش شد. کمی پس از آن، بکی در اولین مسابقه نردبان مانی این د بنک زنان در رویداد مانی این د بنک مسابقه داد که این مسابقه با پیروزی کارمِلا به پایان رسید. بکی در اکتبر، پیروز مسابقه مرگبار پنج‌جانبه مقابل فلر، کارملا، نیومی و تمینا شد تا کاپیتان تیم اسمک‌داون برای مسابقه سروایور سیریز زنان شود. در این رویداد بکی لینچ اولین بازنده تیمش بود و تیم اسمک‌داون هم سرانجام باخت. طی بقیه سال هم لینچ با نیومی و فلر تیم می‌شد تا با تیم تازه‌آغاز به کار کرده رایِت اسکواد (روبی رایت، لیو مورگان و سارا لوگان) مبارزه کند. در ژانویه ۲۰۱۸، در رویال رامبل، لینچ در اولین مسابقه رویال رامبل زنان شرکت کرد و به‌عنوان نفر دوم وارد شد و موفق شد سی دقیقه در رینگ دوام بیاورد تا اینکه روبی رایت او را از رینگ بیرون انداخت و حذف کرد. چند ماه بعد هم، بکی در مسابقه بَتل رویال رسلمانیا زنان در رسلمانیا ۳۴ شرکت کرد ولی توسط میکی جیمز حذف شد. در ماه مِی او توانست یکی از شرکت‌کنندگان مسابقه مانی این د بنک زنان باشد که البته بلیس آن را بُرد.

### مرد میدان (دِ مَن) و دابِل چمپیون
پس از مانی این د بنک، پیروزی‌های بکی شروع شد، مقابل ورزشکارانی همچون: بیلی کِی، سونیا دِویل پیتون رویس، مندی رز، و همچنین قهرمان آن زمان کمربند زنان اسمک‌داون یعنی کارمِلا که البته یک مسابقه بدون عنوان بود. این پیروزی‌ها برای لینچ مسابقه قهرمانی در سامر اسلم را به‌همراه داشت، البته پس از پیروزی شارلوت مقابل کارمِلا در یک مسابقه بدون عنوان، شارلوت هم به این مسابقه اضافه شد. در حالیکه بکی داشت کارمِلا را تسلیم می‌کرد، شارلوت بکی را پین کرد و قهرمان شد. پس از این مسابقه، لینچ به شارلوت حمله کرد تا برای اولین بار در طی فعالیتش در بخش اصلی، هیل شود. دو روز بعد در اسمک‌داون، لینچ به تماشاگران گفت آن‌ها هیچوقت او را واقعاً حمایت نکردند و همچنین همه فرصت‌هایی که او سزاوارانه می‌توانست داشته باشد، کمپانی دو دستی تقدیم شارلوت کرده‌است. با این حال، تماشاگران که می‌دانستند حق با بکی است، بسیار او را تشویق کردند و از او پشتیبانی کردند تا کمپانی مجبور شود او را صد در صد منفی جلوه ندهد و نشان دهد که هم او و هم فلر، حق دارند. دشمنی آن‌ها ادامه داشت تا اینکه قرار شد آن‌ها در هِل این اِ سِل برای قهرمانی کمربند زنان اسمک‌داون در یک مسابقه هِل این اِ سِل با هم مسابقه دهند که لینچ آن مسابقه را بُرد تا برای دومین بار قهرمان کمربند زنان اسمک‌داون شود. در اکتبر، بکی دو بار مقابل شارلوت برنده شد و کمربندش را حفظ کرد: یک بار در سوپر شو-دَون و بار دیگر در قسمتی از اسمک‌داون که هردو آن‌ها با باخت سلب صلاحیت و شمارش معکوس برای هردو نفر بودند. در نتیجه، یک مسابقه آخرین فرد بازمانده بین آن‌ها برای اِوُلوشِن تعیین شد که بِکی پس از زدن پاوربام به شارلوت از بالای رینگ و پرت کردن او در میز گزارشگران، برنده مسابقه شد. پس از آن مسابقه، بکی به خود لقب مرد میدان یا دِ مَن(The Man) را داد و ادعا کرد که برترین ورزشکار کمپانی است.

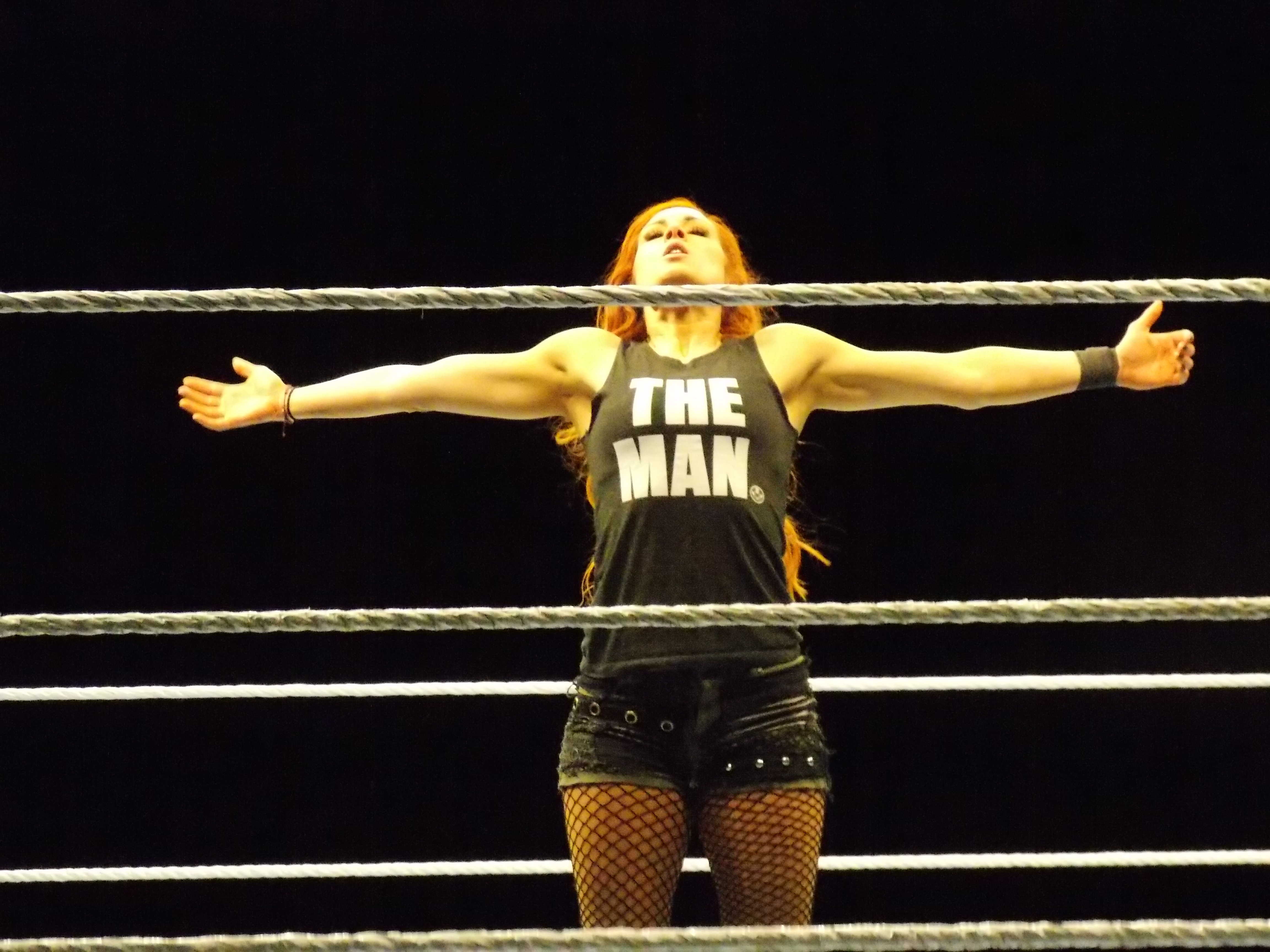
لینچ در ژانویه ۲۰۱۹

در سروایور سریز سال ۲۰۱۸ قرار بود قهرمان کمربند زنان اسمک‌داون (بکی لینچ) و قهرمان کمربند زنان راو (راندا رَوزی) طی یک مسابقه قهرمان مقابل قهرمان با هم مبارزه کنند. بکی در ۱۲ نوامبر در برنامه راو، رهبری زنان اسمک‌داون را برای شبیخون زدن به زنان راو برعهده داشت و در طی این درگیری از نایا جکس یک مشت خورد که باعث شکستگی بینی‌اش شد و او را دچار آسیب‌دیدگی کرد، اگرچه او با موفقیت به رَوزی حمله کرد و سپس با اقتدار از ورزشگاه با یارانش خارج شد. بخاطر این مصدومیت شدید از ناحیه چشم و بینی، بکی مجبور به لغو مسابقه با رَوزی شد و خودش انتخاب کرد که شارلوت فلر به‌جای او با رَوزی مسابقه دهد. لینچ پس از بازگشتش ازآسیب‌دیدگی، طی یک مسابقه میزها، نردبان‌ها و صندلی‌ها در تی‌اِل‌سی مقابل آسکا و فلر، از کمربند خود دفاع کرد. در این مسابقه ناگهان رَوزی وارد شد و با هُل دادن نردبانی که لینچ و فلر روی آن بودند آن‌ها را به پایین پرت کرد تا آسکا قهرمان جدید کمربند زنان اسمک‌داون شود و به دومین قهرمانی لینچ که ۹۱ روز طول کشید پایان دهد.
در ۲۷ ژانویه ۲۰۱۹، در رویال رامبل بکی نتوانست کمربندش را در مسابقه مجدد مقابل آسکا پس بگیرد. بعدتر در همان شب و در مسابقه رویال رامبل زنان، لانا که ورودی شماره ۲۸ بود پیش از ورود آسیب دید و ناگهان به‌جای او بکی وارد رینگ شد و سرانجام توانست با بیرون انداختن آخرین نفر یعنی فلر، برنده این مسابقه و رفتن به رسلمانیا شود. شب بعد در راو، بکی به دشمنی با رَوزی ادامه داد و گفت که در رسلمانیا با او برای کمربند زنان راو مسابقه خواهد داد. با این حال، مِستر مک‌ماهون در فوریه، او را برای شصت روز تعلیق کرد (یعنی تا پس از رسلمانیا) و شارلوت فلر را جایگزین او کرد. در مارچ، استفنی مک‌ماهون او را از حالت تعلیق درآورد. سپس بکی در فست‌لین با فلر مسابقه داد که در این مسابقه، رَوزی ناگهان وارد رینگ شد و به عمد، به بکی ضربه‌ای زد تا او با سلب صلاحیت پیروز شود و مسابقه رسلمانیا به‌طور رسمی تبدیل به مسابقه تریپل ترت شود. فلر موفق شد آسکا را در اسمک‌داون شکست دهد و قهرمان جدید زنان اسمک‌داون شود تا مسابقه رسلمانیا تبدیل به مسابقه برنده صاحب همه تریپل ترت برای قهرمانی هر دو کمربند زنان راو و اسمک‌داون شود. در مسابقه آن‌ها در رسلمانیا که اولین رسلمانیا در تاریخ بود که مسابقه اصلی آن، مسابقه زنان بود، بکی لینچ در جدالی جنجالی، موفق به پین کردن رَوزی شد و قهرمان هردو کمربند شد. رَوزی معتقد بود هردو شانه‌اش موقع سه‌شمارش، روی زمین نبودند و تماشاگران نمی‌دانستند که آیا این اتفاقی بوده یا نه. به‌هر روی، د مَن اولین باخت رَوزی را به او تحمیل کرد و به‌اصطلاح دابِل چمپیون و تنها زن دارنده هردو کمربند در یک زمان شد. شب بعد، در راو پس از رسلمانیا، دِ مَن بکی لینچ قهرمان جدید هردو کمربند زنان اسمک‌داون و راو از همه تماشاگران بخاطر همه پشتیبانی‌شان سپاسگزاری کرد و گفت «فلر و رَوزی از داشته‌هایشان می‌گفتند، ولی من در رسلمانیا بدون هیچ چیزی وارد رینگ شدم و با همه چیز بیرون آمدم» او گفت که نگران فلر نیست چرا که خانواده مک‌ماهون برای اینکه او زیاد ناراحت نشود، یک کمربند تگ تیم یا چیزی شبیه آن را به او خواهند داد ولی رَوزی می‌تواند هر وقت آمادگی دارد مسابقه مجدد خود را با لینچ داشته باشد. او بخاطر داشتن هردو کمربند، خود را «بِکی تو بِلتس» نامید. سپس به همه زنان کشتی‌گیر کمپانی هشدار داد و گفت آماده است با آن‌ها مبارزه کند. در حالیکه او مشغول بیرون رفتن بود، لیسی ایوانز وارد میدان شد و به او حمله کرد و آن دو برای چند لحظه با هم زد و خورد کردند. شب بعد در اسمک‌داون، بکی گفت اگرچه هفته بعد، تغییر برَند برای برخی کشتی‌گیران انجام خواهد شد، این برای او فرقی ندارد چون او به عنوان قهرمان کمربندهای هردو برَند، در هردو برنامه راو و اسمک‌داون حاضر خواهد بود. او همچنین دوباره به همه کشتی‌گیران هشدار داد و گفت «من از جهنم گذشتم تا این دوکمربند را به دست آوردم؛ پس بدانید که برای به‌دست آوردن آنها، با یک اهریمن مو قرمز طرف هستید». وقتی او در حال خروج از رینگ بود دوباره اِوِنس از پشت به او حمله کرد تا دشمنی(Feud) نو بکی مشخص شود.

## زندگی شخصی

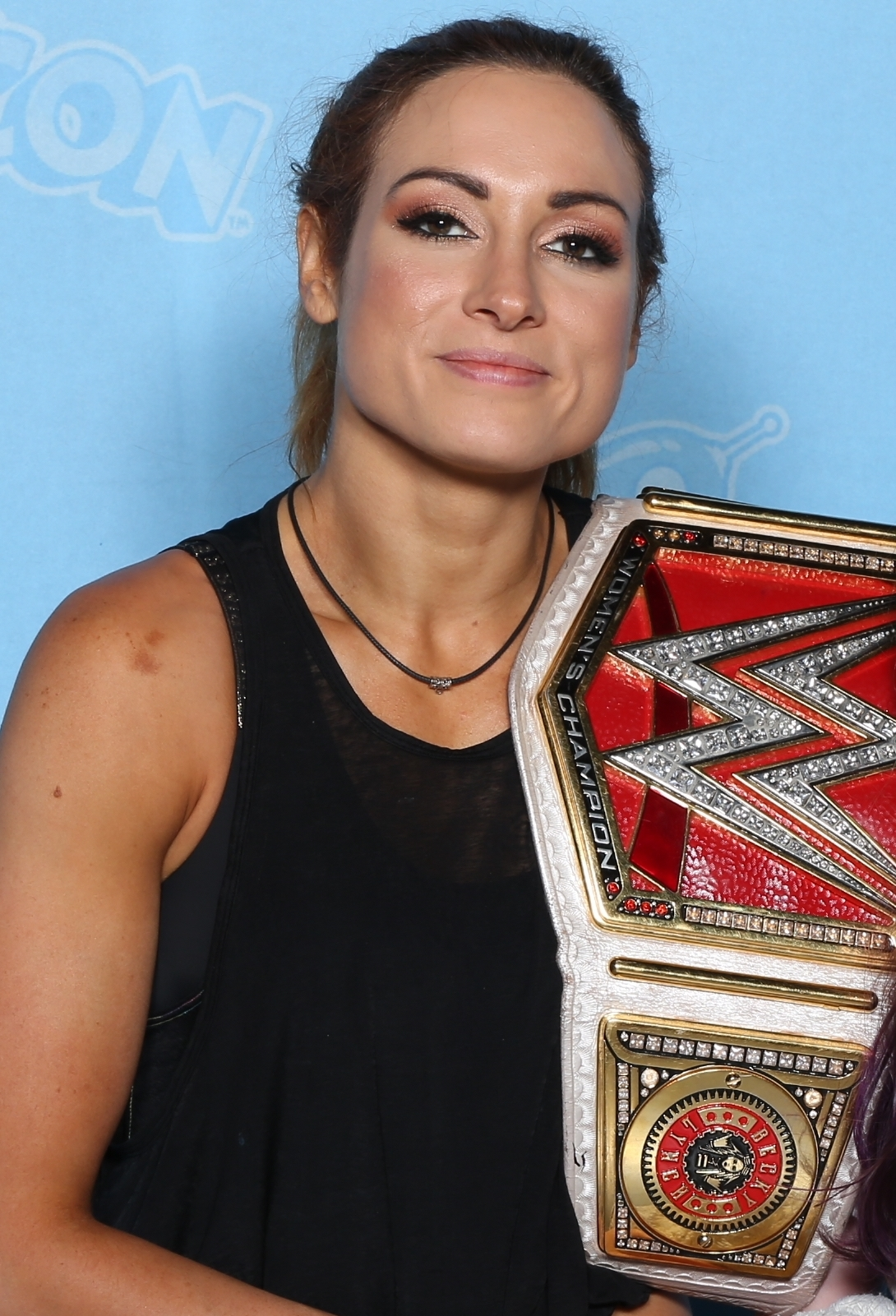
کشتی گیر حرفه ای، بکی لینچ در 25 ژوئیه 2019 در GalaxyCon Raleigh

برادر کویین هم یک کشتی‌گیر حرفه‌ای است که از نام «گونزو دو مونو» استفاده می‌کند. کویین از کودکی طرفدار کشتی حرفه‌ای بود و مسابقات را با برادرش تماشا می‌کرده‌است. او دارای کمربند قهوه‌ای در رشته کشتی 
تسلیمی(Submission Wrestling) است و در کودکی به اسب‌سواری، شنا و بسکتبال مشغول بود.
او پیش از ورود به کشتی حرفه‌ای و تمرین برای آن اظهار کرده بود که به‌دلیل اعتیاد به الکل و ماریجوانا داشت «مسیر غلطی را طی می‌کرد» ولی کشتی باعث شد که موفق شود آن‌ها را ترک کند.
کویین گفته که در دانشگاه شرکت کرده تا فلسفه، تاریخ و علوم سیاسی مطالعه کند ولی آن را رها کرد چون «از آن متنفر بود». او مجدد برای مطالعه مطالعات سلامت و تربیت بدنی وارد کالج شد.
کویین فقط تا پیش از ۲۰۰۵ از ناحیه هردو قوزک پا دچار شکستگی شده و همچنین دچار آسیب اعصاب مغزی شده‌است.
او مدتی که در ۲۰۱۱ تا ۱۲ از کشتی دور بود به عنوان بازیگر در نمایشنامه‌های زیادی بازی کرد. او دارای مدرک بازیگری از مؤسسه تکنولوژی دابلین است؛ او همچنین در کالج کلمبیا شیکاگو و همچنین در مدرسه بازیگری گِیتی شرکت کرده‌است. او دو سال و نیم هم به عنوان مهماندار هواپیما کار کرده‌است. او دوست صمیمی ورزشکار هنرهای رزمی ترکیبی لوک سندرز است.
او در سال ۲۰۱۹ با کشتی‌گیر دبلیودبلیویی سث رالینز وارد رابطهٔ عاشقانه شد. او در شو راو ۱۱ می ۲۰۲۰ اعلام کرد که او و لوپز در انتظار اولین فرزند خود هستند.

## کارهای دیگر
کوین در دورانی که از کشتی‌گیری دور بود، به عنوان بازیگر فعالیت کرد و در سال‌های ۲۰۱۱ و ۲۰۱۲ در نمایشنامه‌های مختلفی بازیگر شد. او با مدرک بازیگری از انستیتوی فناوری دوبلین فارغ‌التحصیل شد و در کالج کلمبیا شیکاگو و دانشکده بازیگری گیتی شرکت کرده‌است. او همچنین به مدت دو سال و نیم به عنوان سرنشین پرواز با Aer Lingus همکاری کرد.

## فیلم‌شناسی
- تفنگدار دریایی ۶: یک چهارم پایانی(۲۰۱۸)
- انیمیشن رامبل. به عنوان صداپییشه(2021)[۴۸]

## قهرمانی ها
- دبلیودبلیوئی
  - قهرمانی زنان راو (۲ بار)

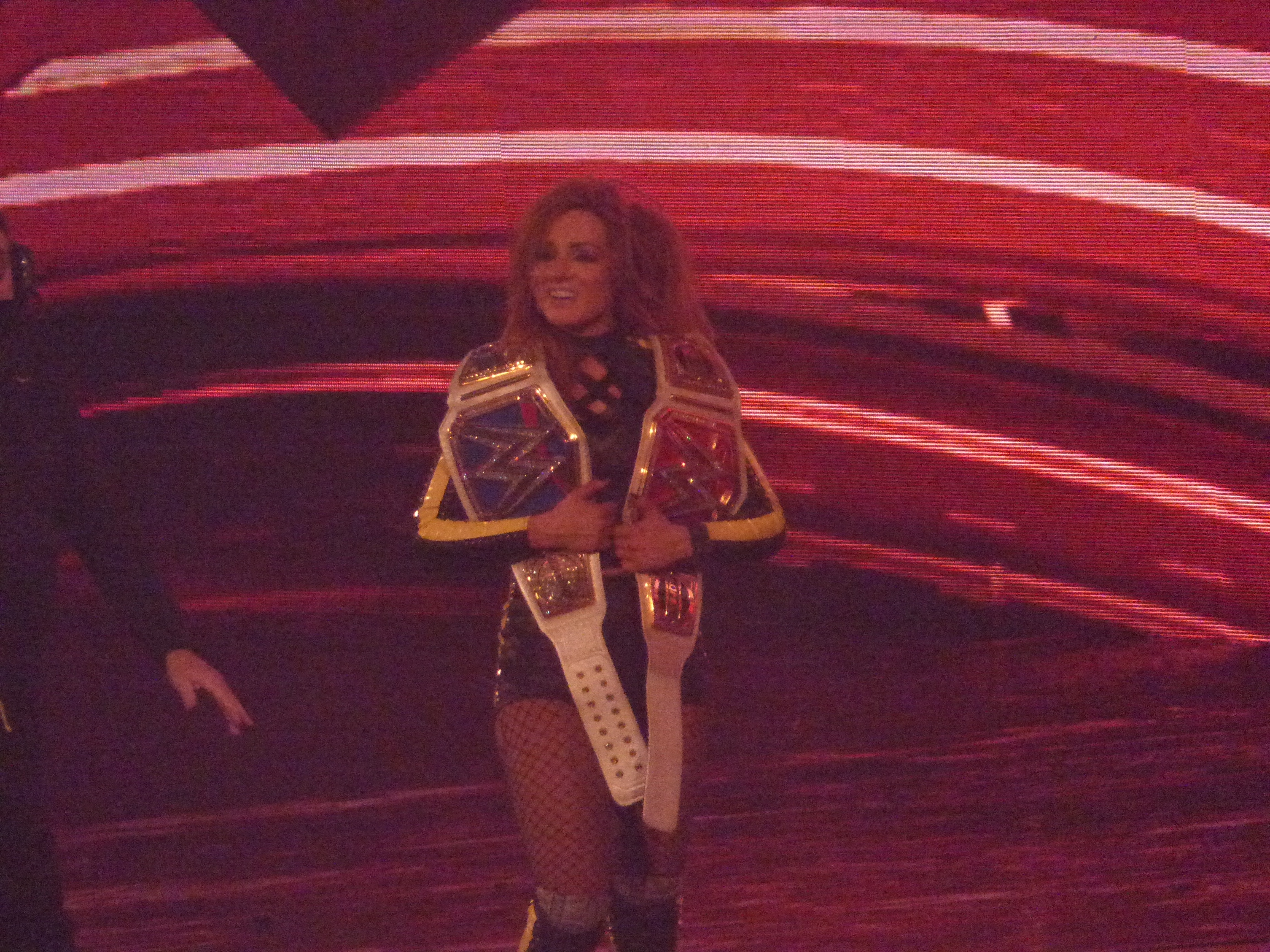
بکی لینچ پس از پیروزی در رسلمنیا 35 به طور همزمان قهرمان کمربند زنان راو و کمربند زنان اسمکدان شد.

  - قهرمانی زنان جهان (۵ بار)[الف]
  - قهرمانی زنان بین قاره‌ای دبلیودبلیوئی (۱ بار، قهرمان کنونی)
  - قهرمانی زنان ان‌اکس‌تی (۱ بار)
  - قهرمانی زنان تگ تیم دبلیودبلیوئی (۲ بار) - به همراه لیتا (۱)، لایرا والکیریا (۱)
  - برنده مسابقه رویال رامبل (۲۰۱۹)
  - ششمین قهرمان گرند اسلم زنان دبلیودبلیوئی
  - جایزه اسلمی (۳ بار)
    - کشتی‌گیر زن سال (۲۰۱۸، ۲۰۱۹)
    - مسابقه سال (۲۰۱۸) - در مقابل شارلوت فلر در اوولوشن